# Leonardo Santiago
Leonardo Vitor Santiago  (Rio de Janeiro, 9 de março de 1983) é um ex-futebolista brasileiro que atuava atacante.

## Carreira
Aos 11 anos de idade foi descoberto por acaso pelo documentarista holandês Jos de Putter enquanto batia bola na escolinha do Nova Safra, no Rio de Janeiro. Assim, ele foi o personagem central do premiado filme Solo, de wet van de favela ("Solo, a lei da favela"), gravado durante a Copa do Mundo de 1994.

Mudou-se para Rotterdam para jogar na categoria de base do Feyenoord. Sua estreia como profissional aconteceu em 19 de agosto de 2000, na vitória do Feyenoord por 2-0 sobre o AZ. Nesta época Leonado ainda estava com 17 anos, o que acabou trazendo problemas para o time, visto que ainda era menor de idade. Jogou para o Feyenoord até 2005 onde foi vendido para o NAC Breda. Teve passagens pelo Munique 1860 e pelo Ajax.
Em fevereiro de 2015 chegou a ser anunciado pelo Metropolitano-SC, porém um dia após sua apresentação o time de Santa Catarina voltou atras e dispensou o atleta devido o mesmo estar fora de forma.

## Títulos
Feyenoord
- Liga Europa da UEFA: 2001–02

Ajax
- Copa dos Países Baixos: 2006–07

Red Bull Salzburg
- Campeonato Austríaco: 2011–12
- Copa da Áustria: 2011–12

Ferencvárosi
- Copa da Hungría: 2012–13

## Filmografia
- 1995 - Solo, de wet van de favela ("Solo, a lei da favela")[1]
- 2015 - Solo, out of a dream ("Solo, saído de um sonho")[1]